# Liste der Staatsoberhäupter von Südafrika
Südafrika war vom 31. Mai 1910 bis 31. Mai 1961 unabhängiges Dominion in Personalunion mit Großbritannien. Infolge des Referendums von 1960 ist Südafrika seit dem 31. Mai 1961 eine Republik und wird durch einen Staatspräsidenten (State President), später Präsidenten vertreten. Durch die Südafrikanische Verfassung von 1983 erhielt der Staatspräsident ab 1984 besondere Befugnisse.

## Südafrikanische Union (Dominion)

### Konstitutionelle Monarchie
Dabei bildete Südafrika innerhalb der Commonwealth of Nations eine eigenständige Monarchie, mit dem britischen Monarchen als Oberhaupt. 

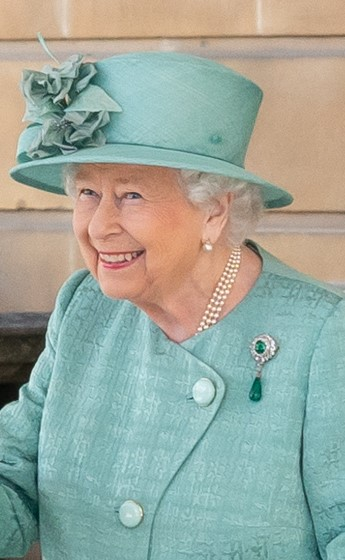
Letzte Königin von Südafrika: Elisabeth II.

| Nr. | Name                                                    | Amtsantritt       | Ende der Amtszeit | Grund für das Ende der Amtszeit  |
| --- | ------------------------------------------------------- | ----------------- | ----------------- | -------------------------------- |
| 01  | König Georg V. von Großbritannien und (Nord)Irland      | 31. Mai 1910      | 20. Januar 1936   | Tod                              |
| 02  | König Eduard VIII. von Großbritannien und Nordirland    | 20. Januar 1936   | 11. Dezember 1936 | abgedankt                        |
| 03  | König Georg VI. von Großbritannien und Nordirland       | 11. Dezember 1936 | 6. Februar 1952   | Tod                              |
| 04  | Königin Elisabeth II. von Großbritannien und Nordirland | 6. Februar 1952   | 31. Mai 1961      | Ausrufung der Republik Südafrika |

### Generalgouverneure / Governor-General

Gouverneursflagge 1910–1931

Gouverneursflagge 1931–1952

Gouverneursflagge 1952–1961

| 01 | Herbert Gladstone, 1. Viscount Gladstone | 31. Mai 1910      | 8. September 1914 |
| 02 | Sydney Buxton, 1. Earl Buxton            | 8. September 1914 | 17. November 1920 |
| 03 | Arthur of Connaught                      | 17. November 1920 | 21. Januar 1924   |
| 04 | Alexander Cambridge                      | 21. Januar 1924   | 26. Januar 1931   |
| 05 | George Villiers                          | 26. Januar 1931   | 5. April 1937     |
| 06 | Patrick Duncan                           | 5. April 1937     | 17. Juli 1943     |
| 07 | Nicolaas Jacobus de Wet                  | 17. Juli 1943     | 1. Januar 1946    |
| 08 | Gideon Brand van Zyl                     | 1. Januar 1946    | 1. Januar 1951    |
| 09 | Ernest George Jansen                     | 1. Januar 1951    | 25. November 1959 |
| 10 | Lucas Cornelius Steyn                    | 26. November 1959 | 11. Dezember 1959 |
| 11 | Charles Robberts Swart                   | 11. Dezember 1959 | 30. April 1961    |
| 12 | Lucas Cornelius Steyn                    | 30. April 1961    | 31. Mai 1961      |

## Republik Südafrika

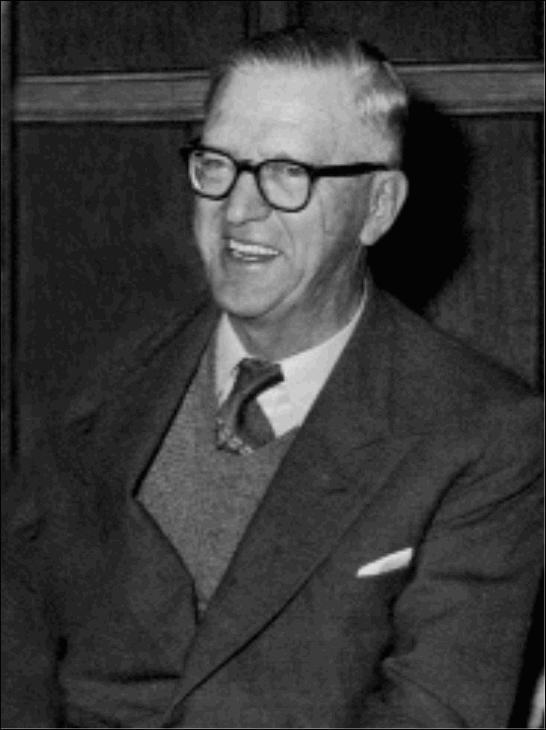
Charles Robberts Swart
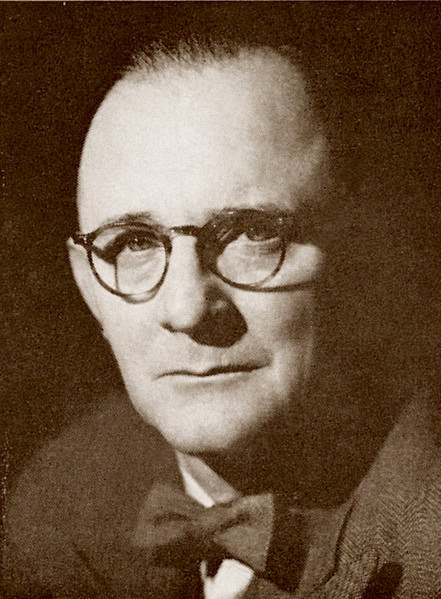
Jacobus Johannes Fouché
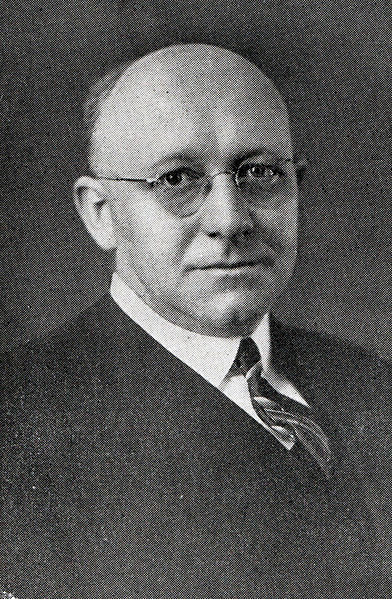
Nicolaas Diederichs
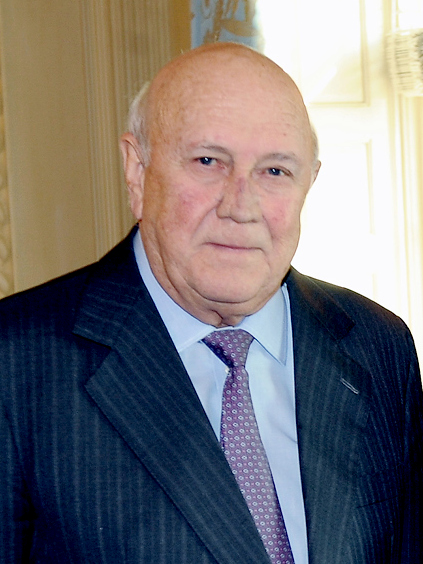
Frederik Willem de Klerk
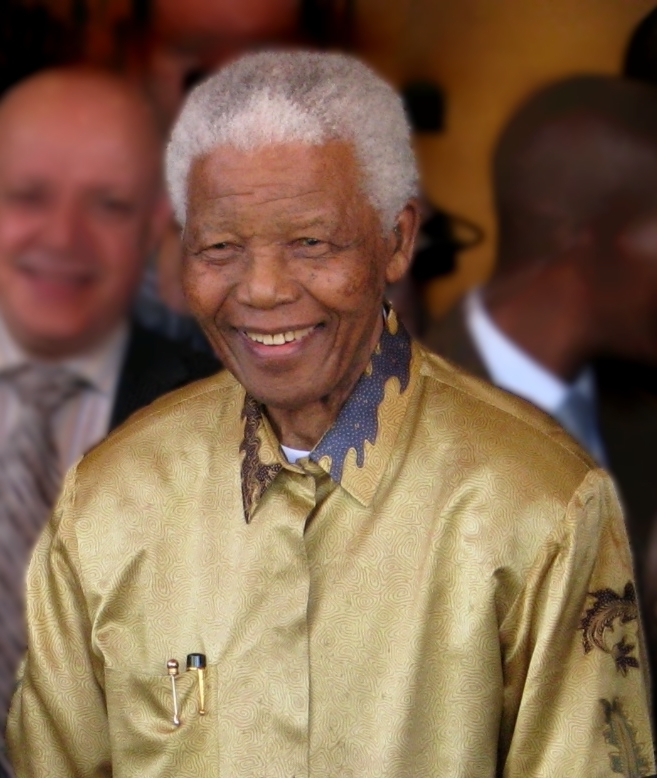
Nelson Mandela
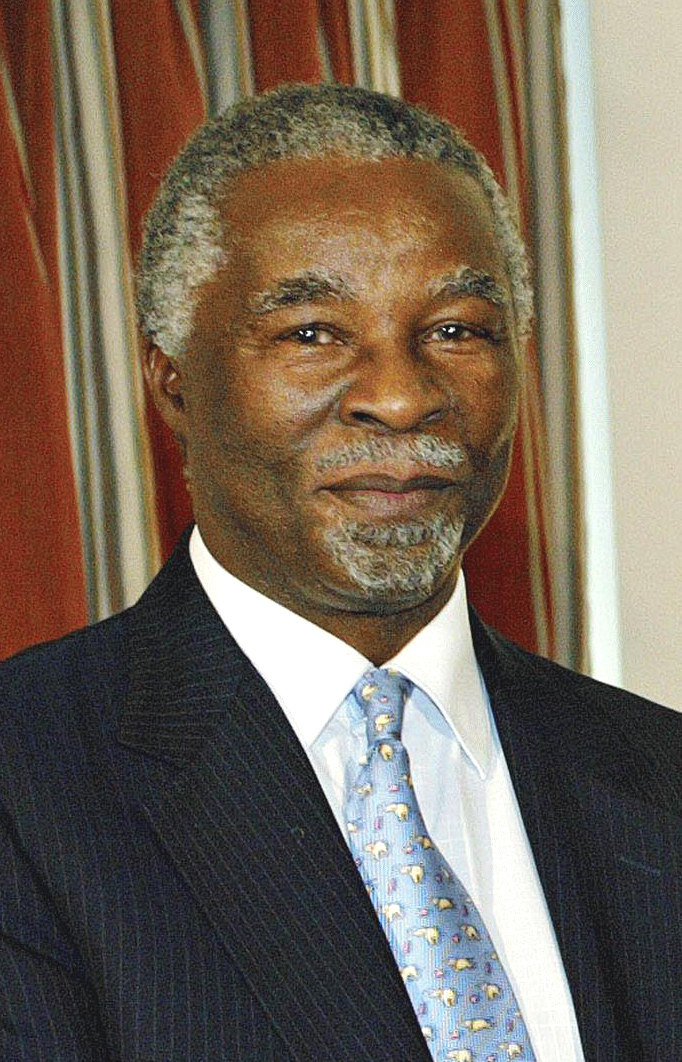
Thabo Mbeki
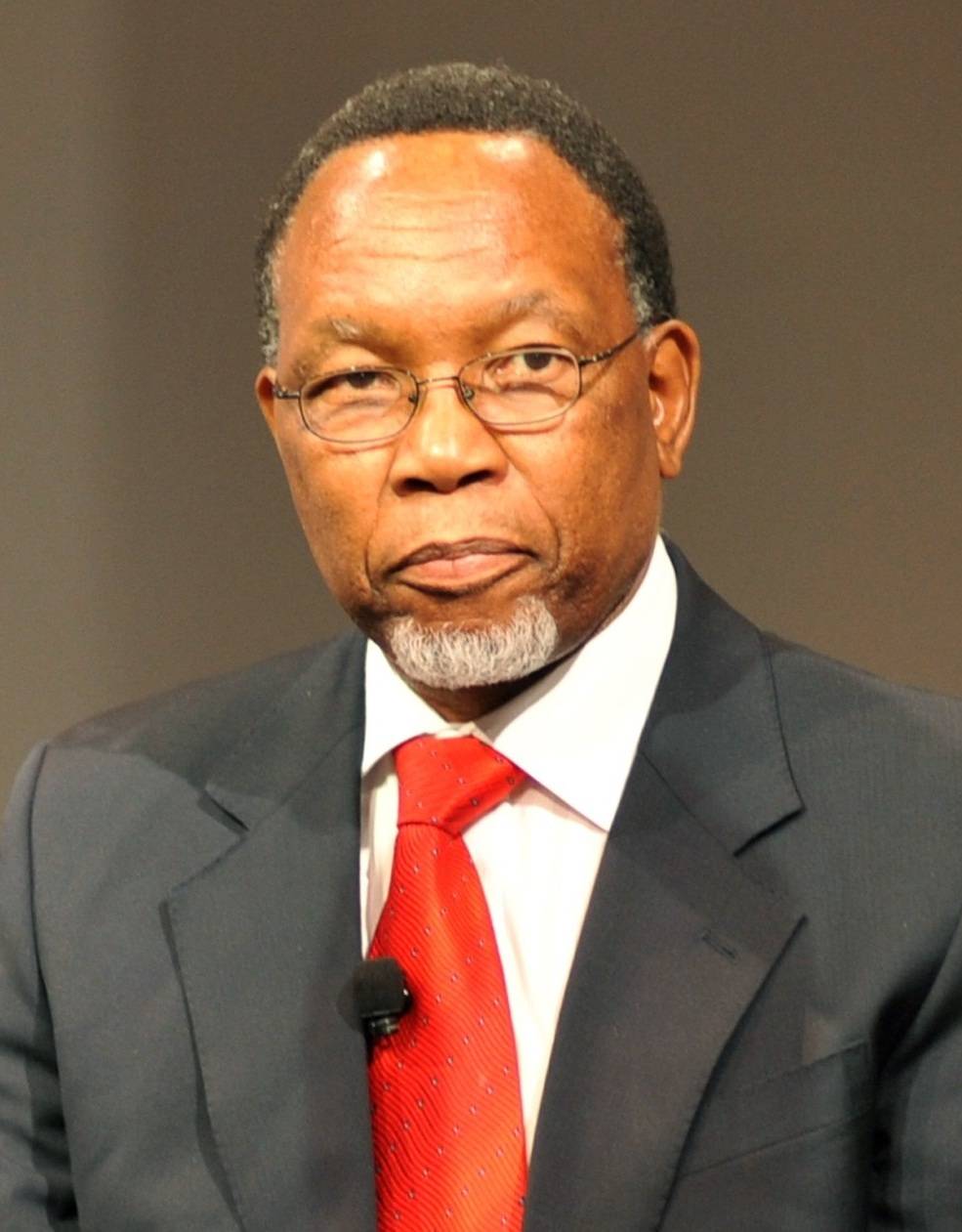
Kgalema Motlanthe
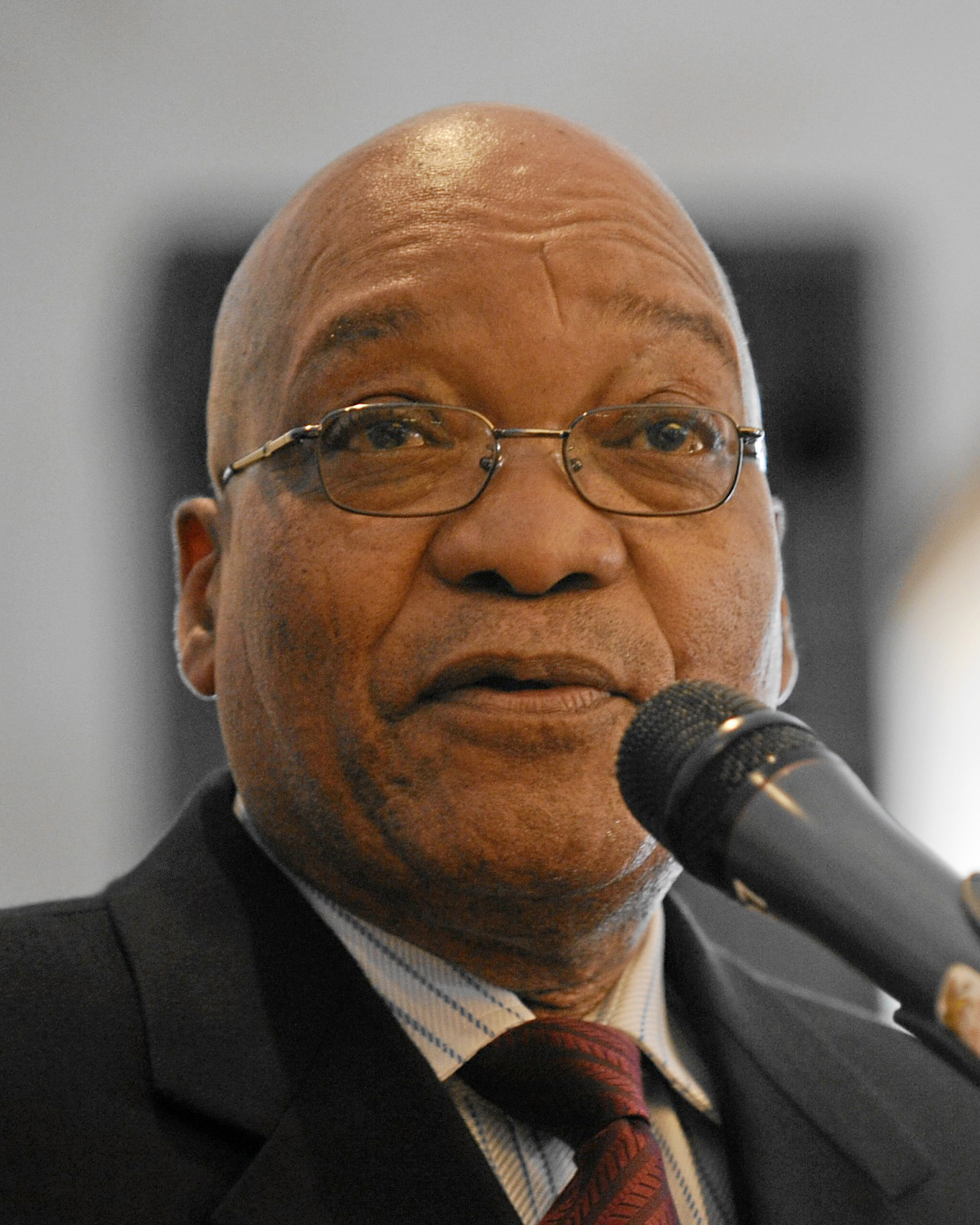
Jacob Zuma
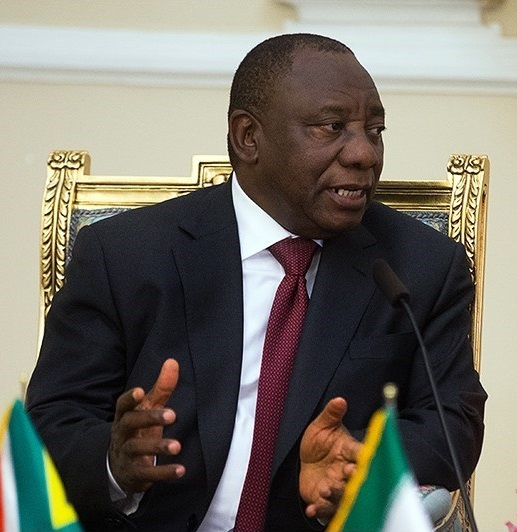
Cyril Ramaphosa

| Nr. | Name | Amtsantritt | Ende der Amtszeit | Partei | | |
| Staatspräsidenten der Republik Südafrika (Apartheid) Staatspresident van die Republiek van Suid-Afrika State President of the Republic of South Africa | Staatspräsidenten der Republik Südafrika (Apartheid) Staatspresident van die Republiek van Suid-Afrika State President of the Republic of South Africa | Staatspräsidenten der Republik Südafrika (Apartheid) Staatspresident van die Republiek van Suid-Afrika State President of the Republic of South Africa | Staatspräsidenten der Republik Südafrika (Apartheid) Staatspresident van die Republiek van Suid-Afrika State President of the Republic of South Africa | Staatspräsidenten der Republik Südafrika (Apartheid) Staatspresident van die Republiek van Suid-Afrika State President of the Republic of South Africa | Staatspräsidenten der Republik Südafrika (Apartheid) Staatspresident van die Republiek van Suid-Afrika State President of the Republic of South Africa | Staatspräsidenten der Republik Südafrika (Apartheid) Staatspresident van die Republiek van Suid-Afrika State President of the Republic of South Africa |
| --- | --- | --- | --- | --- | --- | --- |
| 01 | Charles Robberts Swart | 31. Mai 1961 | 31. Mai 1967 | NP | | |
| 02 | Theophilus E. Dönges | 31. Mai 1967 | 10. Dezember 1967 | NP | | |
| 0– | Jozua François Naudé (amtierend) | 1. Juni 1967 | 10. April 1968 | NP | | |
| 03 | Jacobus Johannes Fouché | 10. April 1968 | 9. April 1975 | NP | | |
| 0– | Johannes de Klerk (amtierend) | 9. April 1975 | 19. April 1975 | NP | | |
| 04 | Nicolaas Diederichs | 19. April 1975 | 21. August 1978 | NP | | |
| 0– | Marais Viljoen (amtierend) | 21. August 1978 | 10. Oktober 1978 | NP | | |
| 05 | Balthazar Johannes Vorster | 10. Oktober 1978 | 4. Juni 1979 | NP | | |
| 06 | Marais Viljoen | 4. Juni 1979 | 3. September 1984 | NP | | |
| 07 | Pieter Willem Botha | 3. September 1984 | 15. August 1989 | NP | | |
| 08 | Frederik Willem de Klerk | 15. August 1989 | 10. Mai 1994 | NP | | |
| Präsidenten der Republik Südafrika (Post-Apartheid) | | | | | | |
| 01 | Nelson Mandela | 10. Mai 1994 | 16. Juni 1999 | ANC | | |
| 02 | Thabo Mbeki | 16. Juni 1999 | 24. September 2008 | ANC | | |
| 03 | Kgalema Motlanthe | 25. September 2008 | 9. Mai 2009 | ANC | | |
| 04 | Jacob Zuma | 9. Mai 2009 | 14. Februar 2018 | ANC | | |
| 05 | Cyril Ramaphosa | seit 15. Februar 2018 | | ANC | | |

## Weblink
- Republic of South Africa: The Presidency. History. auf www.presidency.gov.za (englisch)